# Re Artù (serie animata)
Re Artù (Arthur! and the Square Knights of the Round Table) è una serie televisiva d'animazione, parodia della saga di Re Artù.
Fu prodotta dall'autore di Melbourne Alex Buzo e dal comico di origine britannica Rod Hull, con la collaborazione di Lyle Martin e John Palmer.
La serie venne trasmessa per la prima volta in Italia nel dicembre del 1969.

## Personaggi
- Re Artù: baffuto e piccoletto. È l'unico che sappia estrarre la spada dalla roccia (e cioè in direzione verticale).
- Mago Merlino: vecchio mago eccentrico e spesso rimbambito con improvvisi (e temibili) lampi di genio. Personaggio influenzato dalla versione disneyana.
- sir Lancelot: il cavaliere in bianca armatura che fischia la "s". Porta baffi sottili e quasi invisibili. A differenza dell'armatura, il suo livello intellettuale è tutt'altro che sfolgorante.
- Darlavia (Guinevere/Ginevra): piccante e svampita, è la moglie di re Artù.
- Il Buffone (The Jester): plebeo, lamentoso e scansafatiche, occasionale scudiero di sir Lancelot, può essere un personaggio risolutivo persino più del mago.
- Fata Morgana: ha un castello tutto suo. Di pelle verdognola, mento lunghissimo e indole perfida, è l'unico autentico cattivo intelligente della serie e il suo aspetto è in fondo meno caricaturale degli altri. Occasionalmente è stata vista volare su una scopa.
- Il Cavaliere Nero: nero, baffuto e tarchiato, è un autentico caso umano, ancora più di sir Lancelot. Compare soprattutto come sgherro di Morgana. È stato anche rappresentato con un orsacchiotto di pezza in braccio.

## Episodi originali
| N° | Titolo originale                      | Titolo italiano                     | Prima TV | Prima TV italiana |
| -- | ------------------------------------- | ----------------------------------- | -------- | ----------------- |
| 1  | There's An Elephant at the Drawbridge | C'è un elefante nel ponte levatoio  | ?        | ?                 |
| 2  | A Nice Knight for a Wedding           | L' amore è cieco ma non del tutto   | ?        | ?                 |
| 3  | Paris Picnic                          | Una gita a Parigi                   | ?        | ?                 |
| 4  | Octopus                               | Il polpo                            | ?        | ?                 |
| 5  | Would You Believe, A Beanstalk?       | Un Gambo Davvero in Gamba           | ?        | ?                 |
| 6  | Which Wizard Versus What Witch        | Mago contro strega                  | ?        | ?                 |
| 7  | It's the Only Kingdom I've Got        | Questo è l'unico regno che ho       | ?        | ?                 |
| 8  | Old Moody                             | La montagna minacciosa              | ?        | ?                 |
| 9  | I'll See If I'm There                 | Alla ricerca dell' immagine perduta | ?        | ?                 |
| 10 | The Inn                               | ?                                   | ?        | ?                 |
| 11 | Seventeen Going on Seventy            | ?                                   | ?        | ?                 |
| 12 | Will the Real Arthur Please Stand Up  | ?                                   | ?        | ?                 |
| 13 | The Genie Who Came to Dinner          | ?                                   | ?        | ?                 |
| 14 | No Laugh Olaf                         | ?                                   | ?        | ?                 |
| 15 | Some Maidens Just Aren't Fair         | ?                                   | ?        | ?                 |
| 16 | New Armour for the King               | ?                                   | ?        | ?                 |
| 17 | Smile, Smile, Smile                   | ?                                   | ?        | ?                 |
| 18 | That's What I Call Music              | ?                                   | ?        | ?                 |
| 19 | It's the Gift That Counts             | ?                                   | ?        | ?                 |
| 20 | The King's Champion                   | ?                                   | ?        | ?                 |
| 21 | Undercover Knight                     | ?                                   | ?        | ?                 |
| 22 | How Do You Like Them Apples           | ?                                   | ?        | ?                 |
| 23 | Pink is In                            | ?                                   | ?        | ?                 |
| 24 | Get Your Wish Here                    | ?                                   | ?        | ?                 |
| 25 | Little Bundle                         | Attenti al tronco                   | ?        | ?                 |
| 26 | The Crown Jewels                      | ?                                   | ?        | ?                 |
| 27 | Mail-Order Bride                      | ?                                   | ?        | ?                 |
| 28 | The Unicorn of Camelot                | ?                                   | ?        | ?                 |
| 29 | Belle of the Ball                     | ?                                   | ?        | ?                 |
| 30 | While Camelot Sleeps                  | ?                                   | ?        | ?                 |
| 31 | Play Gypsy Play                       | ?                                   | ?        | ?                 |
| 32 | Be Kind to Dragons                    | ?                                   | ?        | ?                 |
| 33 | The Search for Guinevere              | ?                                   | ?        | ?                 |
| 34 | Even Knights Have to Eat              | ?                                   | ?        | ?                 |
| 35 | Assault on Castle Morgana             | ?                                   | ?        | ?                 |
| 36 | The Wrecker                           | ?                                   | ?        | ?                 |
| 37 | How to win friends                    | Chi trova un amico trova un tesoro  | ?        | ?                 |
| 38 | Happy birthday                        | Tanti auguri                        | ?        | ?                 |